# Deniz Kandiyoti
Deniz Kandiyoti (* 15. März 1944) ist eine türkisch-britische Psychologin und Gendertheoretikerin.

## Werdegang
Nachdem Kandiyoti 1960 nach Frankreich übergesiedelt war, studierte sie nach ihrem dortigen Schulabschluss zwischen 1963 und 1966 Psychologie an der Universität von Paris, nach dem Lizentiat wechselte sie an die London School of Economics and Political Science und graduierte dort als Master of Science. 1971 beendete sie an der britischen Hochschule ihr Ph.D.-Studium.
Nach einem kurzen Aufenthalt an der späteren Middlesex University als Lecturer parallel zum Studiumsabschluss war Kandiyoti ab 1969 an der Technischen Universität des Nahen Ostens in Ankara engagiert. 1974 wechselte sie als Assistant Professor an die Boğaziçi Üniversitesi, dort stieg sie 1978 zum Associate Professor auf. 1981 kehrte sie nach England zurück, wo sie am Richmond College unterrichtete. 1992 wechselte sie an die SOAS University of London.
Aus ihrem Bewusstsein als türkische Frau über die gesellschaftliche Misogynie heraus entwickelte sie ihr wissenschaftliches Interesse für den Zusammenhang zwischen Frauen und gesellschaftlicher Entwicklung, was später auch Maskulinismus und transgeschlechtliche Identitäten einschloss. Sie richtete besondere Aufmerksamkeit auf islamische postkoloniale und ländliche Entwicklungsgebiete und trieb einflussreiche Forschungen über die Auswirkungen des Islam und der Staatspolitik auf Frauen voran.
Kandiyoti hat mehrere Bücher und Monographien zu Genderaspekten im Nahen Osten und insbesondere dem Islam verfasst und herausgegeben. Verschiedene Organisationen der Vereinten Nationen engagierten sie als externe Beraterin.

## Werke
- mit Nermin Abadan-Unat, Mubeccel Belik Kiray: Women in Turkish society. Brill, 1981, ISBN 90-04-06346-3.
- Women in rural production systems: problems and policies. Unesco, Paris 1985, ISBN 92-3102296-2.
- Women, Islam and the State. Palgrave Macmillan, London 1991, ISBN 978-0-333-52696-5.
- Deniz Kandiyoti (Hrsg.): Women, Islam, and the state. Temple Univ. Press, 1991, ISBN 0-87722-785-3.
- Deniz Kandiyoti (Hrsg.): Gendering the Middle East: emerging perspectives. Syracuse Univ. Press, 1996, ISBN 0-8156-2695-9.
- How to get it wrong in rural Uzbekistan. UNRISD, Genf 1999 (Diskussionspapier).
- mit Ayse Saktanber: Fragments of culture: the everyday of modern Turkey. Rutgers University Press, 2002, ISBN 0-8135-3081-4.
- Agrarian reform, gender and land rights in Uzbekistan. In: Social policy and development. UNRISD, Genf 2002.
- Gender Studies in the Crossfire: Explorations Through Time and Space. 2022 (perspectivia.net – online frei verfügbar).